# Dvorníky-Včeláre
Dvorníky-Včeláre (dříve Dvorníky a Včeláre (Mihyska, Mech), maďarsky Udvárnok, Szadudvárnok a Méhész, dohromady Méhészudvarnok) jsou obec na Slovensku v okrese Košice-okolí.

## Historie
Roku 1964 došlo ke sloučení obcí Dvorníky, Včeláre a Zádiel do společné obce Zádielske Dvorníky. V roce 1990 se obec Zádiel z tohoto spojení vyčlenila a název zbytku se změnil na Dvorníky-Včeláre.
V letech 1969 až 1974 byla u obce vybudována cementárna.

### Dvorníky
Podle nálezů archeologů byla tato vesnice obydlená už v mladé době kamenné a rané době bronzové. Ve 13. století patřila mezi statky Turňanského hradu. První písemné zmínky o obci pochází z roku 1427. Ve 14. století měly Dvorníky-Včeláre více majitelů:
- od roku 1440 obec vlastnil Imrich Bebek, poté pod vedením Jana Jiskry obec obsadili husité,
- od roku 1476 obec vlastnila rodina Szapolyovců.

V roce 1536 se obec vrátila zpět do rukou Bebekovců. V roce 1598 v osadě stálo 52 obydlených a 5 prázdných domů. V roce 1828 v 89 domech žilo 698 obyvatel.
V roce 1921 zde žilo v 86 domech 429 obyvatel, z toho 418 Maďarů a 9 Židů. V letech 1938 až 1945 byly Dvorníky na základě první vídeňské arbitráže součástí Maďarska.

### Včeláre
V roce 1920  byly Včeláre vedeny pod názvem Mech. V letech 1927 až 1938 a v letech 1945 až 1948 byly vedeny pod názvem Mihyska; v roce 1948 došlo k přejmenování tehdejší obce Mihyska na Včeláre. V roce 1921 zde žilo 113 obyvatel, z toho 100 obyvatel maďarské národnosti. V letech 1938 až 1945 byla tehdejší obec Mihyska (maďarsky Mehesz) na základě první vídeňské arbitráže součástí Maďarska.

## Kultura a zajímavosti

### Památky
- Římskokatolický kostel Narození Panny Marie v části Dvorníky, jednolodní klasicistní stavba se segmentově ukončeným presbytářem a věží tvořící její součást z let 1800–1801. Interiér je zaklenut pruskou klenbou.[9] Kostel má hladkou fasádu, průčelí obsahuje mírný rizalit. Věž je ukončena barokní střechou.

- Kostel reformované církve v části Včeláre, jednolodní toleranční klasicistní stavba s pravoúhle ukončeným presbytářem a předsunutou věží z konce 18. století.[10] Věž je členěna lizénami a ukončena střechou ve tvaru jehlanu.

- Zemanská kúria, jednopodlažní dvojtraktová pozdně barokní stavba s půdorysem ve tvaru písmene L s mansardovou střechou z druhé poloviny 18. století.[11]

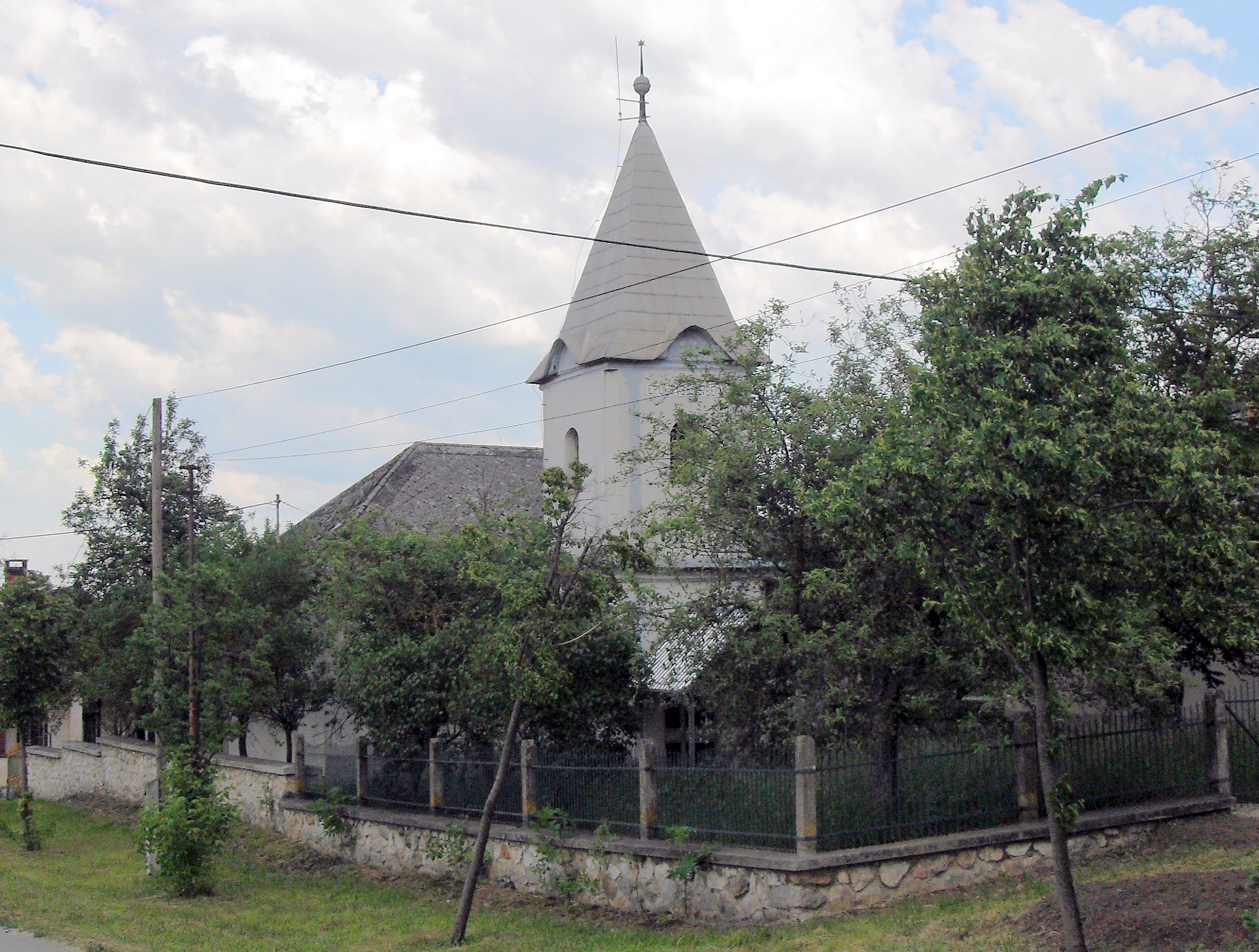
Kostel reformované církve